# پیش‌آمدگی آرواره
پیش‌آمدگی آرواره (انگلیسی: Prognathism) یا چانهٔ هابسبورگ (انگلیسی: Habsburg jaw) به رابطه‌ای وضعی بین فک پایین یا بالا با تکیه‌گاه اسکلت گفته می‌شود که در آن یکی از فک‌ها از خط فرضی مشخص شده در صفحه پس‌وپیش جمجمه جلو بزند. پیش‌آمدگی آرواره ممکن است منجر به ناهنجاری دندانی شود و می‌توان آن را با عمل جراحی یا ارتودنسی درمان کرد.
علت معروفیت آن به چانهٔ هابسبورگ ابتلای تعداد زیادی از اعضای دودمان سلطنتی هابسبورگ به این آسیب به خاطر ازدواج‌های خانوادگی پرشمار در این دودمان است.